# Пси Святого Юра
Пси Святого Юра — літературне об'єднання або літературна майстерня з семи українських письменників, утворена 1994 року під час міжнародного круїзу «Хвилі Чорного моря» на борту корабля «World Renaissance».

## Історія
Ідея створення групи належала Юрію Покальчуку, Юрію Андруховичу та Ігореві Римаруку. Остаточно група була сформована в афінському готелі «Святий Юрій Ликаветський» шляхом проголошення літературного маніфесту (листопад 1994 року). Єдиним окремим виданням групи був альманах «Пси святого Юра» (Львів, 1997 р.), де було зафіксовано первинний склад об'єднання.
Метою об'єднання була не так спільна естетична позиція, як радше пошук професійно-цехової єдності (спільне обговорення рукописів, формування альманахів, взаємне редагування та коригування нових творів).
Деякі коментатори трактували позицію Псів як деструктивну чи «революційну» стосовно Національної спілки письменників України. Незадоволення структурою та настроями у Спілці призвело до так званого «жовтневого розколу» 1996 року та заснування Асоціації українських письменників, до якої увійшли всі члени Псів. На думку літературознавця Олександра Каца, «таке бачення, хоч і має право на існування, проте не відбиває всієї складності та заплутаності професійних, естетичних і морально-психологічних мотивацій кожного із приналежних до майстерні письменників».

## Члени літературного об'єднання
- Юрій Покальчук,
- Юрій Андрухович,
- Ігор Римарук
- Василь Герасим'юк,
- В'ячеслав Медвідь,
- Віктор Неборак,
- Олександр Ірванець (вийшов з групи 1995 року)
- Тарас Федюк (приєднався 1995 року)

## Видання
- Альманах «Пси святого Юра», Львів, 1997.
- Добірка «псячих» творів була опублікована в журналі «Сучасність» (№ 3, 1997).

## Джерело
- Мала українська енциклопедія актуальної літератури: глосарій на сайті часопису «Ї»